# Dariusz Lucjan Szlachetko
Dariusz Lucjan Szlachetko (1961) is een Pools botanicus en orchideeënspecialist. Hij is werkzaam bij de afdeling Taxonomie en Natuurbehoud aan de Universiteit Gdańsk.
Hij behaalde zijn doctoraat aan de Universiteit van Gdańsk in 1990 met een proefschrift over de taxonomie van het orchideeëngeslacht Schiedella.
Szlachetko beschreef of herbeschreef alleen of samen met Hanna B. Margońska en Agnieszka Romowicz tot mei 2008 meer dan 2.500 nieuwe soorten van de familie Orchidaceae, voornamelijk uit Australië en Nieuw-Guinea. Hij deed dat vooral op basis van de morfologie, wat hem op kritiek van collega's te staan kwam.